# Evergreen (lied)
Een evergreen is een lied dat door de jaren heen zijn populariteit behoudt.
Het Engelse woord evergreen duidt onder andere bomen zoals naaldbomen en hulst, die het hele jaar door, dus ook in de winter, groen blijven. Het wordt door Engelstaligen echter niet in de betekenis van langdurig populaire liedjes gebruikt.
De meeste popliederen zijn tijdelijk populair, daarna worden ze nauwelijks nog op de radio gehoord. Sommige liederen worden evergreens doordat ze onlosmakelijk verbonden zijn geraakt met jaarlijks terugkerende feestdagen, zoals (I'm dreaming of a) White Christmas van Bing Crosby, Happy New Year van ABBA en in Nederland Sinterklaas, wie kent hem niet van Het Goede Doel.